# Mesochorus hilaris
Mesochorus hilaris là một loài tò vò trong họ Ichneumonidae.